# Боривој Рашуо
Боривој Рашуо (Жагровић код Книна, 10. октобар 1957) српски је песник, политичар и политиколог. Био је министар спољних послова и министар за информисање у Влади Републике Српске Крајине.

## Живот
Рођен је у Жарговићу 1957. Основну школу је завршио у родном мјесту, а општу гимназију у Книну. Године 1982. је завршио Факултет политичких наука у Београду, смер друштвено-политички. Магистрирао је на истом Факултету. Двоструки је добитник Октобарске награде града Београда за истраживање из области политикологије.
Вршио је функцију министра у Влади Републици Српској Крајини у два мандата (1991—1995). Обављао је функцију министра спољних послова 1991. а 1994. министра информисања.
Објављивао је стручне радове у политиколошким, социолошким и књижевним часописима, као што су: Политиколошке студије, Социологија, Филозофске свеске, Нова српска политичка мисао, Књижевне новине, Јавност, НИН, Политика, Геополитика.
Објавио је стручне радове у сљедећим часописима: Политиколошке студије, Социологија, Филозофске свеске, Нова српска политичка мисао, Књижевне новине, Јавност, НИН, Политика и другим. Аутор је политиколошке студије Чему више Југославија, Београд (1996). Уредник је Зборника радова Република Српска Крајина (Београд 1997).
Члан је Удружења књижевника Србије. Живи и ради у Београду.

## Дела
- Исходиште, збирка поезије (1998)
- Уточиште, збирка поезије (2000)
- Прибежиште, збирка поезије (2002)
- Сновиђење, збирка поезије (2004)
- Провиђење, збирка поезије (2006)
- Антологи(ја), збирка поезије (2007)
- Искушење, збирка поезије (2008)
- Недоглед, збирка поезије (2010)
- Изабрана дела (2012)
- (С)кровиште, збирка поезије (2013)[5]